# Coppa Italia 2004-2005 (hockey su ghiaccio)
La Coppa Italia 2004-2005 si è svolta con il sistema della final-four tra le prime quattro squadre classificate al termine del primo girone di andata e ritorno del campionato di Serie A: HCJ Milano Vipers, HC Bolzano, SHC Fassa e SG Cortina.

## Semifinali
```
Gara Unica
 - 11 dicembre 
2004

Milano - Cortina       6-3
Bolzano - Fassa        3-2
```

## Finale
```
Gara Unica
 - 12 dicembre 
2004

Milano - Bolzano       3-1
```

 L'Hockey Club Junior Milano Vipers si aggiudica la sua seconda Coppa Italia.